# Hans Herrig
Hans Herrig, född den 10 november 1845 i Braunschweig, död den 4 maj 1892 i Weimar, var en tysk författare, brorson till Ludwig Herrig.
Herrig blev 1868 juris doktor, men ägnade sig sedan 1872 åt litteraturen. Han författade en mängd skådespel (Alexander der grosse, 1872, Kaiser Friedrich der Rotbart, 1873, Jerusalem, 1874, Konradin, 1881, Nero, 1883, Columbus, 1887, Christnacht (Julnatten), samma år, med flera), av vilka egentligen endast det folkliga festspelet Martin Luther (1883, många upplagor) hade framgång. Utom den i Heines stil skrivna satiren Die Schweine (1876), den humoristiska dikten Der dicke König (1885) och en samling Mären und Geschichten (1878) är Herrigs viktigaste litterära verk vad han skrev i broschyrform för att teoretiskt främja teaterns popularisering och förfolkligande. Herrig skrev texten till Andreas Halléns opera Harald Viking (1881). Postumt utgavs Gesammelte Aufsätze über Schopenhauer (1894) av Eduard Grisebach. Gesammelte Schriften utkom 1886–91 i 7 band.